# Fuyumi Shiraishi
Fuyumi Shiraishi (白石冬美, Shiraishi Fuyumi), née le 14 octobre 1936 à Beijing (Gouvernement national réorganisé de la république de Chine) et morte le 26 mars 2019 à Tokyo, est une seiyū japonaise.

## Biographie
Fuyumi Shiraishi a été connue pour avoir joué Sachi dans Ashita no Joe, Ivan Whiskey / 001 dans Cyborg 009 et Katz Hawin et Mirai Yashima dans Mobile Suit Gundam, entre autres rôles. Elle est affiliée à Ken Production et enseigne à l’animatrice de Tokyo, Gakuin3.
Lors de la neuvième édition des Seiyū Awards, elle a reçu le « prix de la trajectoire » avec son collègue Hiroshi Ohtake.

## Doublage
- Ashita no Joe (Sachi)
- Osomatsu-kun 1966 (Karamatsu)
- Obake no Q-Tarō 1985 (Doronpa)
- Kaibutsu-kun 1968 (Tarou Kaibutsu)
- Mobile Suit Gundam 1979-1980 (Mirai Yashima, Katz Kobayashi)
- Mobile Suit Zeta Gundam 1985 (Mirai Noa)
- Kyojin no Hoshi (Akiko Hoshi)
- Cyborg 009 1968 (Ivan Whiskey/001)
- Space Runaway Ideon 1980-1981 (Kasha Imhof)
- Perman 1967 (Pāman 7/Pābō)
- Sally la petite sorcière 1966 (Poron)
- Honey Honey no Suteki na Bouken 1981-1982 (Princess Flora)
- Boku Patalliro! 1982 (Patalliro)
- Nichijou 2011 (Ball of mud / Steel ball)
- Ojarumaru 1998 (Hanajitsu)